# Banda de conducción
En semiconductores y aislantes, la banda de conducción es el intervalo de energías electrónicas que, estando por encima de la banda de valencia, permite a los electrones sufrir aceleraciones por la presencia de un campo eléctrico externo y, por tanto, permite la presencia de corrientes eléctricas. Los electrones de un semiconductor pueden alcanzar esta banda cuando reciben suficiente energía, generalmente debido a la excitación térmica.